# Axel Krohn
Axel W. Krohn (* 1952) ist ein deutscher Politikwissenschaftler.
Krohn studierte an der Universität Hamburg und forschte in den skandinavischen Staaten. 1988 wurde er in Hamburg mit der Dissertation Nukleares Disengagement in Nordeuropa promoviert.
Danach war er von 1988 bis 1991 Wissenschaftlicher Mitarbeiter am Stockholm International Peace Research Institute in Solna und von 1991 bis 1998 am Lehrstuhl für Politikwissenschaft von Wilfried Röhrich an der Christian-Albrechts-Universität zu Kiel. Von 1999 bis 2002 war er Deutscher Senior Advisor am Sekretariat des Ostseerates in Stockholm, dort u. a. zuständig für nukleare Sicherheit und wirtschaftliche Zusammenarbeit.
Im Anschluss wurde er Dozent am Fachbereich Sicherheitspolitik und Strategie an der Führungsakademie der Bundeswehr in Hamburg. Er ist Fachgebietsleiter für internationale Beziehungen und Sicherheitspolitik und beschäftigt sich vor allem mit der UN, dem Krisenmanagement in Afrika und strategischen Analysen zur Arktis. Krohn ist Mitglied der Arbeitsgruppe „Sicherheit mehr Sicherheit? Perspektiven der Sicherheitspolitik für die Welt in 2035“ mit federführender Beteiligung der Union der deutschen Akademien der Wissenschaften. Ferner ist er Mitherausgeber der Reihe Sicherheit und Frieden im Nomos Verlag.

## Schriften (Auswahl)
- mit Dieter S. Lutz: Europäische Sicherheit II (= Hamburger Beiträge zur Friedensforschung und Sicherheitspolitik. H. 40). Institut für Friedensforschung und Sicherheitspolitik an der Universität Hamburg, Hamburg 1989.
- mit Gerhard Wachter (Hrsg.): Stability and Arms Control in Europe: The Role of Military Forces within a European Security System. Stockholm International Peace Research Institute, Solna 1989, ISBN 91-85114-50-2.
- Nuklearwaffenfreie Zone. Regionales Disengagement unter der Rahmenbedingung globaler Grossmachtinteressen. Das Fallbeispiel Nordeuropa (= Militär, Rüstung, Sicherheit. Bd. 51). Nomos, Baden-Baden 1989, ISBN 3-7890-1698-5.
- Eine neue Sicherheitspolitik für den Ostseeraum. Perspektiven regionaler Rüstungskontrolle und Zusammenarbeit (= Kieler Beiträge zur Politik und Sozialwissenschaft. Bd. 7). Leske und Budrich, Opladen 1993, ISBN 3-8100-1159-2.
- (Hrsg.): The Baltic Sea region. National and international security perspectives (= Demokratie, Sicherheit, Frieden. Bd. 105). Nomos, Baden-Baden 1996, ISBN 3-7890-4439-3.
- mit Michael Brzoska (Hrsg.): Overcoming Armed Violence in a Complex World. Essays in Honor of Herbert Wulf. Budrich, Opladen 2009, ISBN 3-940755-33-8.